# Suonare Stella
Suonare Stella è stato un programma televisivo italiano, ideato da Carlo Bixio e prodotto da Rai 2 e Publispei, in onda nel 2006.

## Produzione
Il programma venne realizzato per una sola edizione, composta da cinque puntate trasmesse in prima serata da Rai 2 durante il primo semestre del 2006, e non venne accolto positivamente dalla critica.
Suonare Stella era un varietà in cui si mescolavano musica, recitazione, comicità e satira, per il quale è stato coniato dai media il termine "sit-show", un insieme tra spettacolo e situation comedy. Il programma era ambientato nell'omonimo bed and breakfast gestito da Tiffany Stella, interpretata da Tosca D'Aquino. Altri attori come Max Tortora  o Nino Frassica interpretavano altri personaggi per dare vita a scenette o gag.

### Edizioni
| Edizioni | Periodo         | Periodo         | Puntate | Conduzione     | Regia             | Studio di messa in onda                                                 |
| Edizioni | Inizio          | Fine            | Puntate | Conduzione     | Regia             | Studio di messa in onda                                                 |
| -------- | --------------- | --------------- | ------- | -------------- | ----------------- | ----------------------------------------------------------------------- |
| 1°       | 11 gennaio 2006 | 8 febbraio 2006 | 5       | Tosca D'Aquino | Giancarlo Nicotra | Studio 5 del Centro di Produzione degli Studi televisivi Voxson di Roma |

## Cast
- Cast artistico: gli interpreti del programma sono stati Tosca D'Aquino, Max Tortora, Nino Frassica, Maurizio Ferrini, Gianni Ferreri, Daniela Morozzi, Eleonora Di Miele, Francesco Salvi, Antonio Stornaiolo, con la partecipazione di Elio Pandolfi, Beatrice Fazi, Michela Andreozzi, Alexandra Filotei; nelle cinque puntate del programma sono intervenuti come guest star Walter Nudo, Giancarlo Magalli, Maria Grazia Cucinotta, Paola Tiziana Cruciani, Maurizio Ferrini, Valeria Marini, Anna Oxa, Alex Britti.
- Cast tecnico: il varietà è stato scritto da Carlo Principini, Gian Carlo Nicotra, Paola Tiziana Cruciani e Alessandro Capone, con la collaborazione di Marco Luci per la regia di Gian Carlo Nicotra; la scenografia è stata curata da Gaetano Castelli e gli intermezzi musicali sono stati affidati ai Blues Willies, il gruppo capitanato da Claudio Gregori, meglio noto come "Greg" del duo Lillo & Greg; le musiche sono state composte da Gregori e Attilio Di Giovanni, le coreografie dei balletti sono di Cristina Moffa.

## Critiche
- Aldo Grasso del Corriere della Sera dice che «in alcuni momenti il programma funziona [...] in altri no», ed intitola il suo articolo Regia senza fantasia per Suonare Stella.[2]
- Antonio Dipollina de la Repubblica afferma che in epoca in cui «nessuno sa più come recuperare il vecchio varietà, [...] tanto vale buttare tutto in confusione e vedere cosa succede».[3]
- Alessandra Comazzi de La Stampa esprime infine «perplessità su questo "pastiche": sarà veramente un'idea o è solo un modo per far lavorare un po' di persone?».